# Araiostegia pseudocystopteris
Araiostegia pseudocystopteris là một loài dương xỉ trong họ Davalliaceae. Loài này được Kunze Copel. mô tả khoa học đầu tiên năm 1927.